# De gevangene
De gevangene (Frans: La captive des Maures) is het 15e album uit de Belgische stripreeks Roodbaard van Jean-Michel Charlier en Victor Hubinon. Het stripalbum werd in 1973 uitgebracht en is een rechtstreeks vervolg op album #14, De strijd met de Berbers. Roodbaard zelf verschijnt ongeveer halverwege het verhaal ten tonele.

## Het verhaal
Driepoot en Baba weten Orfano Ruggieri gevangen te nemen en Erik te bevrijden. Ze vertellen hertog Ferdinand Charles IV van Mantoue dat zijn kleindochter nog leeft en dat Ruggieri een verrader is. Baron Spada, de andere samenzweerder weet de hertog ervan te overtuigen dat hij het slachtoffer was van Ruggieri's gekonkel. De hertog vraagt Erik om zijn kleindochter Caroline de Murators bij de Moorse piraten te Algiers vrij te kopen. Hij reist naar de monding van de Gironde, waar hij aan boord gaat van de nieuwe Zwarte Valk van zijn vader Roodbaard. Ze reizen van daaruit naar Malta om een onderhandelaar te zoeken, maar Ruggieri is hier voor hen geweest en hij zorgt ervoor dat de Maltezen de Zwarte Valk gevangen houden door de haven met kettingen af te sluiten. Erik en Roodbaard weten toch uit te breken en varen naar Algiers.

## Albums
De avonturen van Roodbaard in het Ottomaanse Rijk werden niet helemaal in chronologische volgorde uitgegeven. De vier albums zijn:
- 14. 1973 - De strijd met de Berbers (Khaïr le Maure)
- 15. 1973 - De gevangene (La captive des Maures)
- 16. 1974 - De helleschuit (Le vaisseau de l'enfer)
- 19. 1979 - Het hellevuur (Raid sur la corne d'or)